# Íscar
Íscar es un municipio y localidad española de la provincia de Valladolid, en la comunidad autónoma de Castilla y León. Cuenta con una población de 6396 habitantes (INE 2024).

## Geografía
Situada en el extremo sureste de la provincia de Valladolid, en el límite con Segovia, a mitad de camino entre Olmedo y Cuéllar. Esta villa por excelencia de la Tierra de Pinares es una llanura pinariega surcada por los ríos Cega, Pirón y Eresma.

## Historia

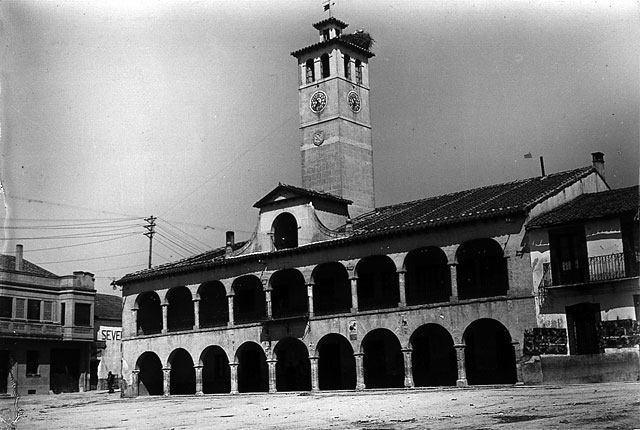
Casa consistorial de Íscar. Fotografía de la primera mitad del

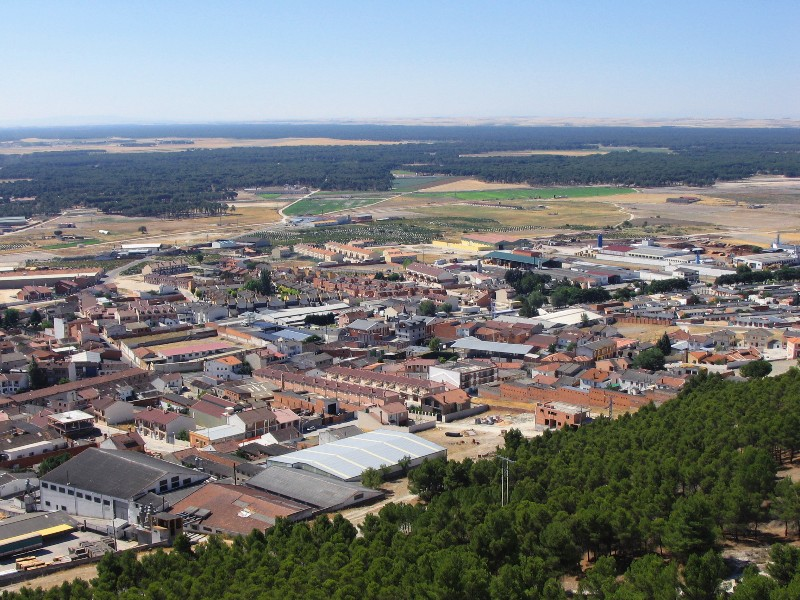
Panorámica de Iscar, desde su castillo, mirando al oeste, año 2005

Resulta difícil ofrecer una fecha concreta sobre su nacimiento histórico, pero los restos arqueológicos hallados en las proximidades sitúan a sus primeros pobladores hacia el año 1800 a. C.
La dominación romana en la península ibérica también dejó su huella: Íscar debió ser la antigua Ipsca o Contributa Ipcense que figuraba en los itinerarios romanos como campamento militar o lugar de retiro para sus milicias.
La primera mención escrita de Íscar tiene lugar en el año 939 como Hins'Skr, «castillo de Íscar», al relatar las crónicas musulmanas el camino seguido por las tropas de Abderramán III para destruir los primeros asentamientos cristianos al sur del Duero. 
Asolada y repoblada varias veces durante el comienzo de la Edad Media a causa de la invasión musulmana, la definitiva reconquista cristiana tendrá lugar en el siglo XI, donde reinando Alfonso VI, se repobló Íscar y sus tierras por Álvar Fáñez, según las crónicas contadas por Don Juan Manuel en su obra El Conde Lucanor hace una cita que dice: «... era muy buen home et muy honrado, et poblo Íscar ... ».
Tras su pertenencia a las casas de Lara, Haro, Zúñiga, a mediados del siglo XV se integró en el señorío de los Condes de Miranda del Castañar, al que perteneció hasta el siglo XIX.
Perteneció a partir del siglo XII a la diócesis y jurisdicción de Segovia, de la cual fue cabeza de partido judicial para sus tierras (Comunidad de Villa y Tierra de Íscar). Ya en el siglo XIX con la nueva distribución territorial de España, fue cedida a la provincia y jurisdicción de Valladolid.

## Demografía
Cuenta con una población de 6396 habitantes (INE 2024).
| Gráfica de evolución demográfica de Íscar entre 1842 y 2021                                                           |
| |
| Población de derecho según los censos de población del INE. Población de hecho según los censos de población del INE. |

## Administración y política
| Partidos políticos en el Ayuntamiento de Íscar |                      |                      |  |  |
| Partido político                               | Concejales 2019/2023 | Concejales 2023/2027 |  |  |
| Partido Popular (PP)                           | 5                    | 9                    |  |  |
| Ciudadanos (España) (Cs)                       | 3                    | 0                    |  |  |
| Centristas (CI-CCD)                            | 3                    | 0                    |  |  |
| Partido Socialista Obrero Español (PSCL/PSOE)  | 2                    | 4                    |  |  |

| Periodo   | Nombre                                              | Partido    |
| --------- | --------------------------------------------------- | ---------- |

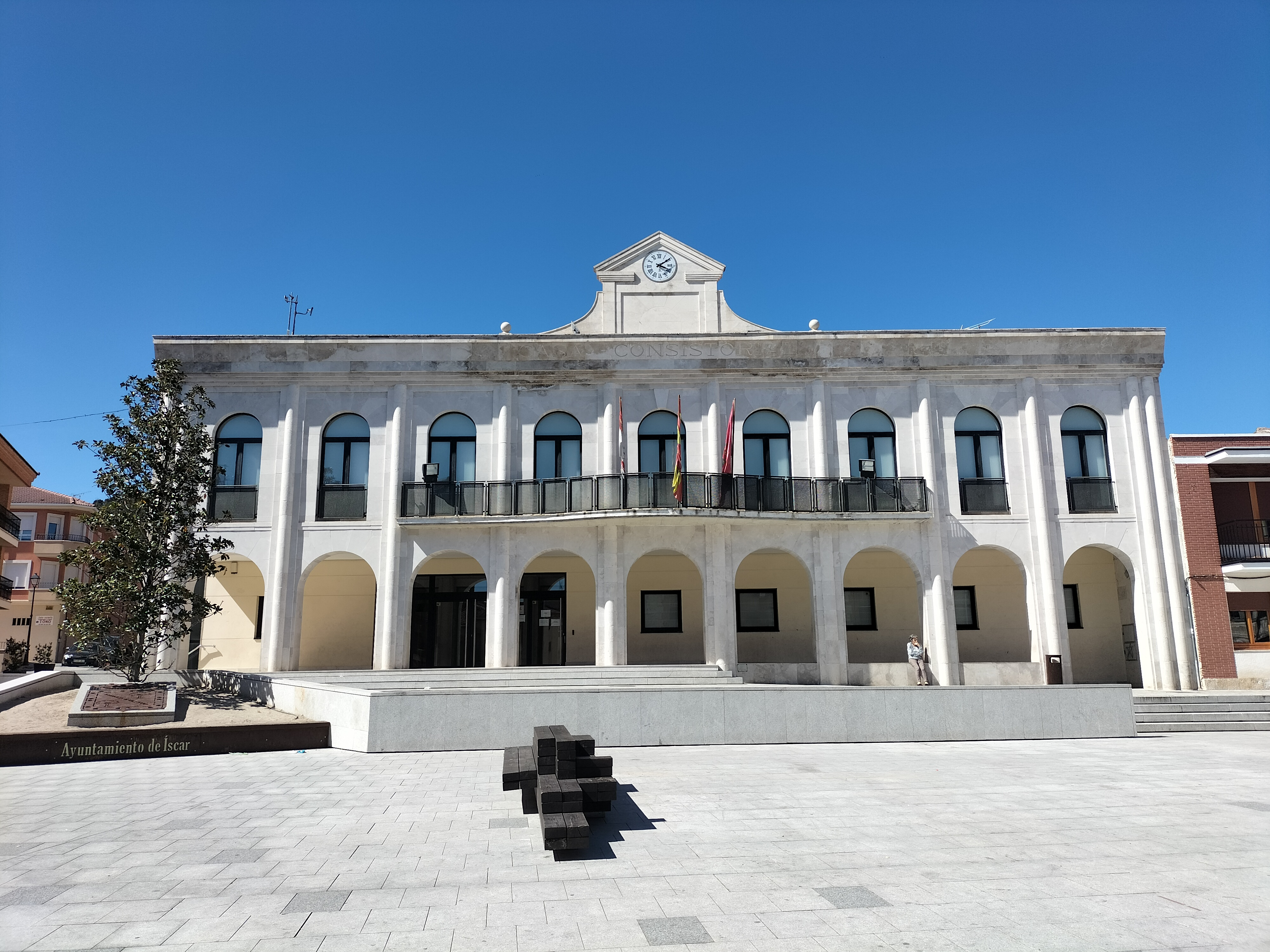
Casa consistorial

| 1979-1983 | Juan Martín Hernánsanz / José María Sánchez Velasco | UCD        |
| 1983-1987 | Luis Martínez Cabrero / Carlos Herrero Velasco      | AP         |
| 1987-1991 | Alejandro García Sanz                               | PP         |
| 1991-1995 | Alejandro García Sanz                               | PP         |
| 1995-1999 | Alejandro García Sanz                               | PP         |
| 1999-2003 | Alejandro García Sanz                               | PP         |
| 2003-2007 | Alejandro García Sanz                               | PP         |
| 2007-2011 | Alejandro García Sanz                               | PP         |
| 2011-2015 | Alejandro García Sanz                               | PP         |
| 2015-2019 | Luis María Martín García                            | CI-CCD     |
| 2019-2023 | Luis María Martín García / José Andrés Sanz         | CI-CCD/ PP |
| 2023-act. | José Andrés Sanz                                    | PP         |

### Evolución de la deuda viva
El concepto de deuda viva contempla sólo las deudas con cajas y bancos relativas a créditos financieros, valores de renta fija y préstamos o créditos transferidos a terceros, excluyéndose, por tanto, la deuda comercial.
| Gráfica de evolución de la deuda viva del ayuntamiento entre 2008 y 2019                             |
| |
| Deuda viva del ayuntamiento en miles de Euros según datos del Ministerio de Hacienda y Ad. Públicas. |

La deuda viva municipal por habitante en 2014 ascendía a 115,90 €.

## Educación
La localidad de Íscar cuenta con los siguientes centros educativos:
- Escuela Infantil Municipal
- CEIP Álvar Fañez, se imparte e Educación Infantil y Primaria. También tiene un Aula Sustitutoria de Educación Especial.[7]
- IES Santo Tomás de Aquino, nace en 1994 con la unión del antiguo Instituto de Bachillerato Santo Tomás de Aquino y el Instituto de Formación Profesional.
- Escuela Municipal de música

## Cultura

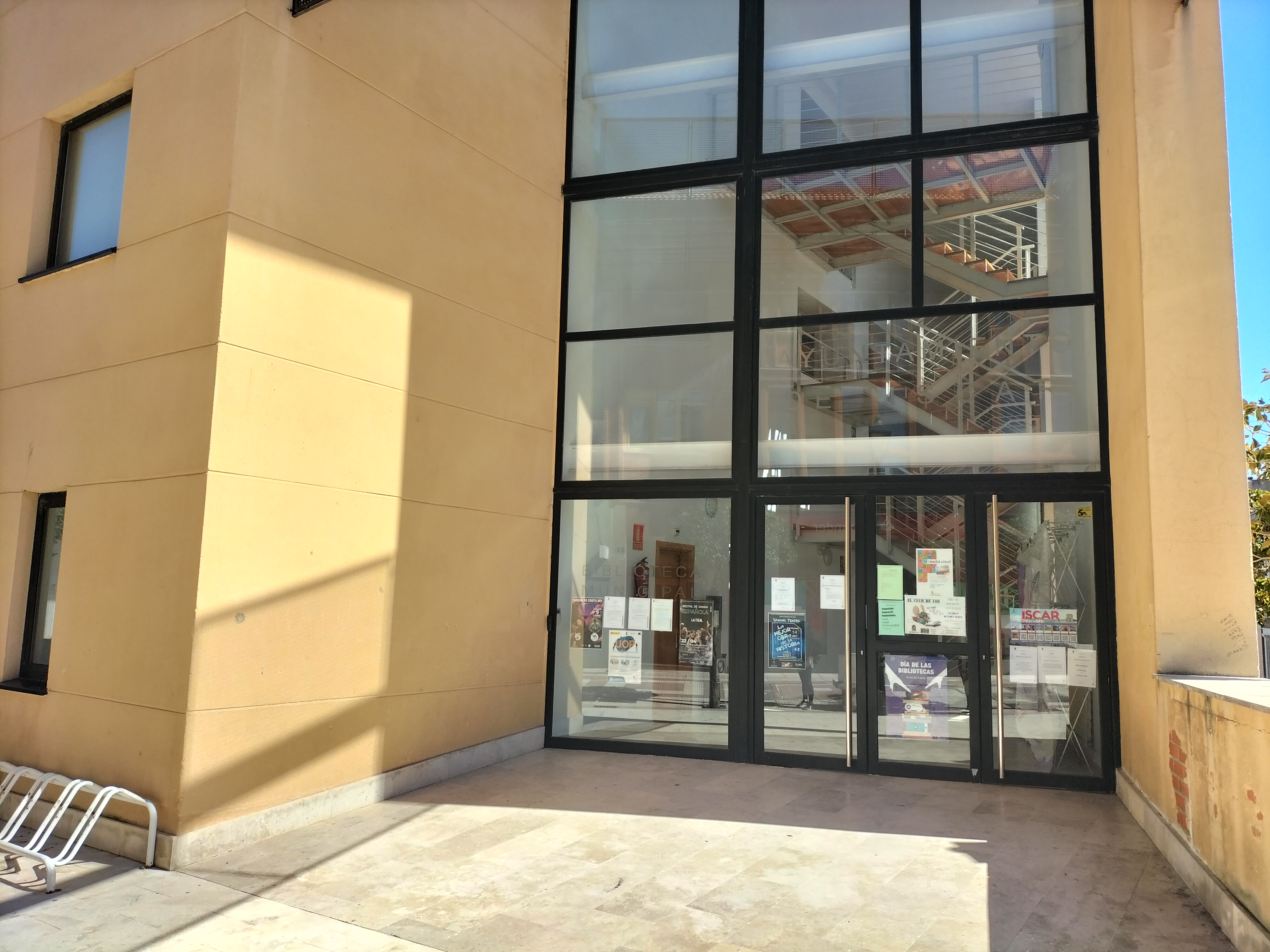
Biblioteca Pública Municipal de Íscar

### Instalaciones
- Teatro auditorio
- Aula mentor
- Sala municipal de exposiciones
- Biblioteca municipal

### Patrimonio

#### Castillo de Íscar

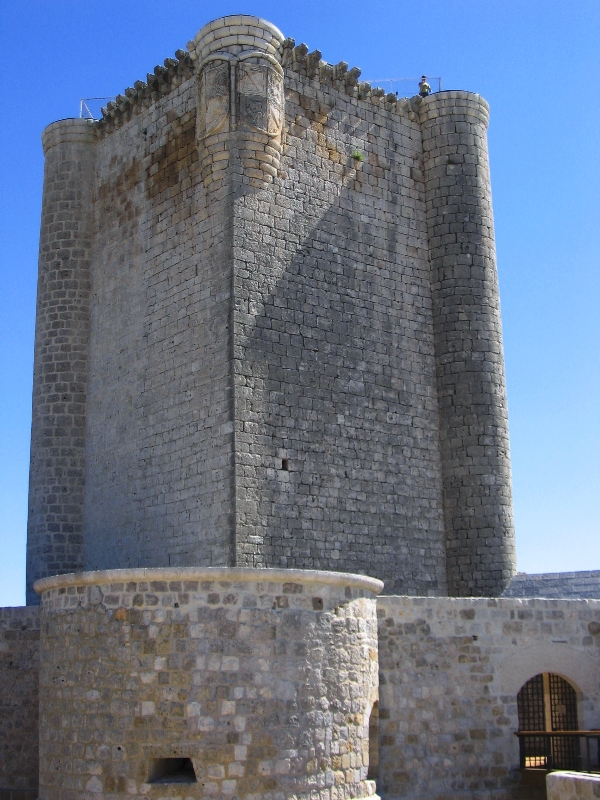
Torre del homenaje del Castillo de Íscar

El lugar que ocupa el castillo de Íscar fue utilizado ya, con fines defensivos, desde los tiempos de la línea del Duero. Se halla en un cerro que domina la villa y sus tierras. Tiene una espectacular torre del homenaje, de planta pentagonal con contrafuertes cilíndricos, y edificado sobre excelente piedra de sillería. 
Su interior, de diferentes plantas, con pasajes descubiertos con las obras de restauración que se llevan a cabo actualmente. 
El piso inferior se cubre con bóveda nervada, cuya clave descansa sobre un grueso pilar.
Todo el conjunto se encuentra hoy en día usado para la elaboración de cerveza artesana La Loca Juana, cuya fábrica alberga el recinto en su interior.
Desde este mirador natural e histórico se contemplan bellas vistas de la comarca Tierra de Pinares
También en este paraje, cada año, el primer fin de semana de julio, se celebraba la Feria Medieval Maestro y Aprendiz. A día de hoy es posible ver el castillo y su cervecera en recorridos guiados.

#### Patrimonio religioso

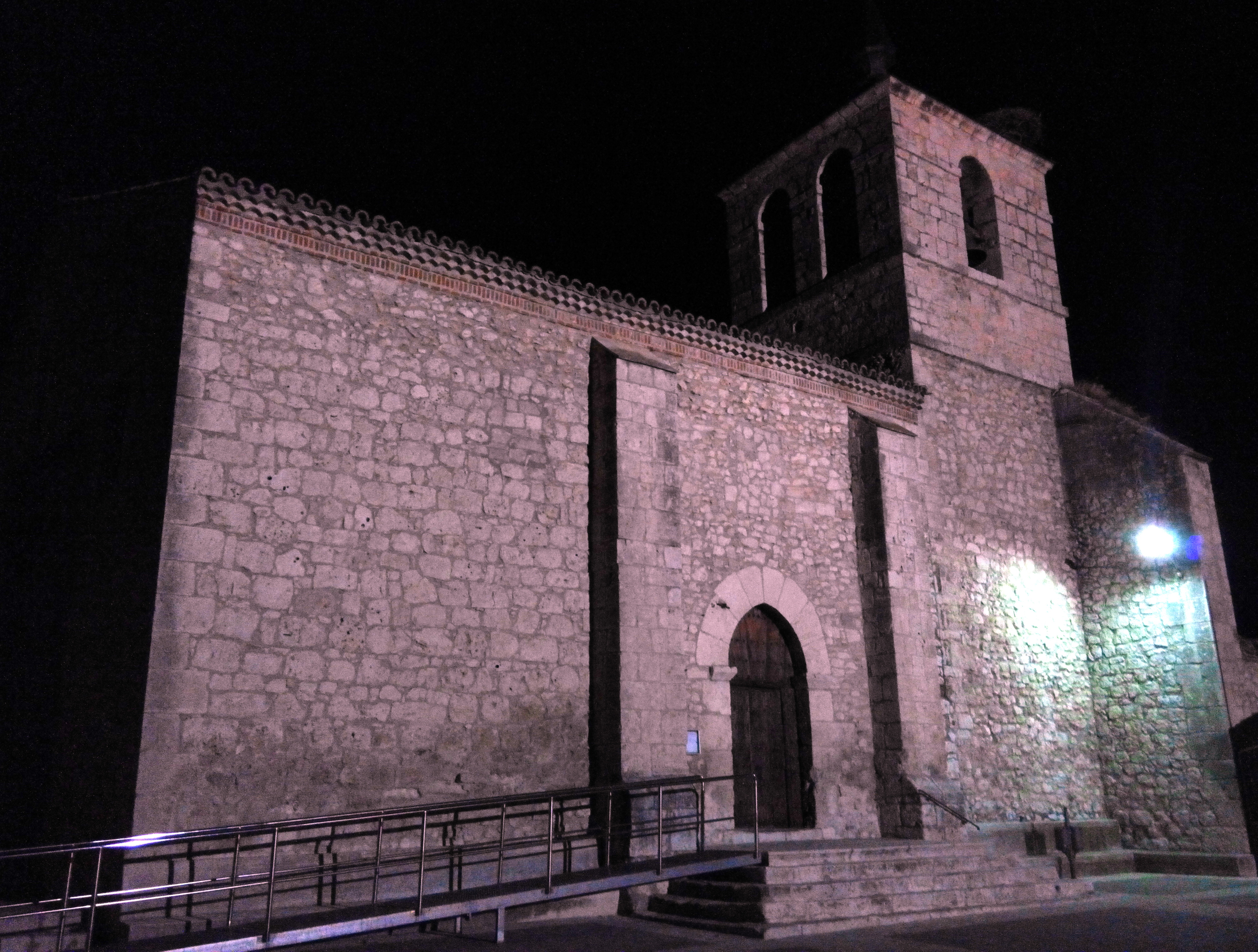
Iglesia de Santa María
Declarada monumento nacional, de estilo románico - mudéjar presenta un magnífico aspecto tanto exterior como interior. En el exterior destaca notablemente su ábside de ladrillo rojo macizo, típico de la zona. En su interior se pueden apreciar tres naves sostenidas por cuatro columnas cilíndricas de sillería. La nave central con bóveda de cañón y las laterales con bóvedas vaídas. 
Iglesia de San Miguel
Es una construcción de estilo románico del tercer cuarto del siglo XI, del que sólo se conserva de dicha época, un ábside, labrado en piedra de sillería, dividido en tres paños con columnas entregadas y en el centro de cada paño, se abre una ventana con dos arquivoltas de medio punto. El resto del templo responde a una construcción más moderna, puesto que del primitivo edíficio poco más se conserva al ser arrasado por el fuego.
Dichas naves desembocan en el presbiterio, donde se puede admirar un gran retablo mayor, plateresco, del segundo tercio del siglo XVI. Consta de doce pinturas sobre tabla, con escenas de la vida de la Virgen. En el centro se sitúan dos tallas: una de Santa María de los Mártires, del siglo XVI; otra de San Pedro, del siglo XVIII. El resto lo constituyen pequeños retablos barrocos y rococó, con tallas de diversas épocas, destacando una Piedad gótica de alabastro de principios del siglo XVI.
El Humilladero
Convertido en ermita, se alza este pequeño templo religioso del siglo XVI, en la salida del camino de Portillo.
Reformado en épocas posteriores, destaca una talla de Cristo del siglo XVII.

### Fiestas y eventos
- Virgen de los Mártires

Se celebra el 13 de mayo, ésta es una Fiesta local dedicada a la patrona de la villa, con celebraciones de actos religiosos y la tradicional enramada, compuesta de ramas de pino y álamo adornadas con cuentas de naranjas, que los quintos ponen en la escalinata de acceso a la iglesia de la patrona.
- Romería de Cristo Rey

Se celebra el lunes de Pascua de Resurrección en el parque de su mismo nombre, en torno a su ermita. Se trata de una jornada campestre primaveral en el que, además de los actos puramente religiosos en él se oficia una misa y se saca el santo en procesión, se juntan familias, pandillas de jóvenes y visitantes en torno a una buena hoguera para degustar chuletillas de lechazo.
- Fiestas de Agosto

Se celebran el primer fin de semana de agosto, y son éstas las fiestas más populares. Arrancan, el fin de semana anterior, con la proclamación de las Reinas de las Fiestas y el concurso de cortes de novillos. Y el viernes del primer fin de semana de agosto, sobre las 19:00 h. se realiza un vistoso desfile de peñas, seguido de un multitudinario chupinazo en la plaza mayor de la localidad. Los encierros, tanto por las calles como por el campo, son una parte importante de nuestras Fiestas, así como las corridas de toros que se realizan por la tarde, con las primeras figuras del momento. Son cinco días que congregan a un gran número de personas de toda la comarca, para disfrutar de las capeas y verbenas. 
- San Miguel Arcángel

Se celebra el 29 de septiembre , ésta es una fiesta donde el Patrón de San Miguel Arcángel es festejado con misa, procesión, danzas, música y otro tipo de eventos y celebraciones, incluso en ocasiones se retoman los tradicionales festejos taurinos.
- San José

Patrono de los carpinteros, el 19 de marzo, es celebrado intensamente por un pueblo en el que el trabajo de la madera es su principal actividad y fuente de riqueza.
- Desde 2017 celebra anualmente el Festival de Cortometrajes de Íscar en el mes de noviembre.

### Deporte
El equipo deportivo más representativo de Íscar es su equipo de fútbol, el Club Deportivo Íscar, que actualmente milita en la Tercera división española. Antiguamente jugaba sus partidos en el Estadio San Miguel, con capacidad para 2000 espectadores. Pero actualmente juegan en el Estadio Nuevo de San Miguel de 105 x 68 metros, inaugurado en enero de 2010. Ha ganado 6 Trofeo Diputación de Valladolid: 2002, 2006, 2007, 2008, 2010 y 2011.
Íscar cuenta con un gran número de instalaciones deportivas:
- Piscina Municipal cubierta
- Piscina Municipal descubierta
- Campo de fútbol 3x3
- Campo de hierba artificial
- campo de hierba natural
- Frontón Municipal descubierto y cubierto
- Pista de tenis (cubierta y descubierta)
- Pista de skate
- Pista de baloncesto descubierta
- Pistas de juegos autóctonos
- Zonas biosaludables
- zona de acampada
- Salas físico deportivas Centro Multiuso
- Pistas de pádel
- Recinto ferial
- Pabellón municipal
- Residencia deportiva

## Personas notables

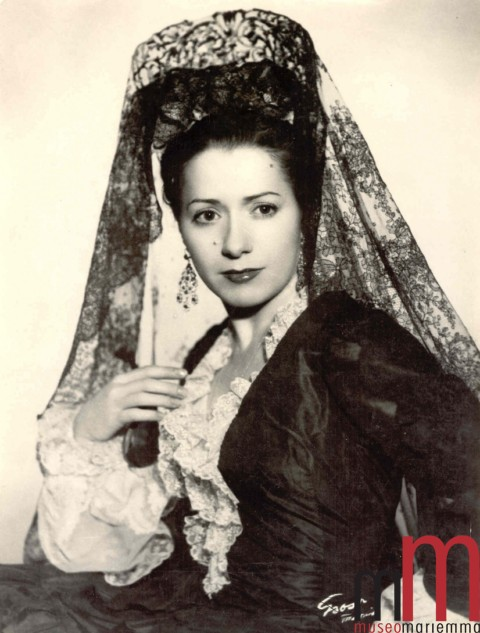
Mariemma